# DJシリーズ
『D・Jシリーズ』（ディージェイシリーズ）は、山下友美の漫画。

## 概要
アメリカの単営ラジオ放送局「KTUN」で深夜番組を担当する若手D・J、ドナルド・ウォーカーを中心に繰り広げる人情味あふれるライトコメディー。1992年から1993年にかけて発表された3作品については単行本未収録の状態が長年続いていたが、白泉社は2021年、描き下ろし新作と合わせたシリーズ第4巻「ラスト・ギャンブル」として電子書籍の配信を開始した。
また2020年には『ホラー シルキー』（白泉社）でブラッド・スリングを主人公とする新シリーズ『ゴーストD・J』が発表された。

## シリーズ一覧
白泉社〈花とゆめコミックス〉刊行。

### モンスターD・J
コミックス1巻目。1991年6月25日発行。ISBN 978-4592125662
- The Monster D.J（1990年花とゆめ12号掲載）
- 追憶のメロディー（1990年花とゆめ17号掲載）
- SHOUT!（1990年花とゆめ22号掲載）
- 招かれざる客（1991年花とゆめ1号掲載）
- Mr.D.Jの伝説（1989年花ゆめEPO11月号掲載）

### 真夜中のストレンジャー
コミックス2巻目。1991年11月25日発行。ISBN 978-4592125730
- 真夜中のストレンジャー（1991年花とゆめ5 - 6号掲載）
- OH! FATHER（1991年花とゆめ11号掲載）
- OH! MOTHER（1991年花とゆめ15号掲載）
- STARS WAY HOME（1990年花とゆめPLANET7月1日号掲載）

### 憧れのアメリカンD・J
コミックス3巻目。1992年6月25日発行。作者デビュー作「鬼棲む町」を併録。ISBN 978-4592125938
- 憧れのアメリカンD.J（1991年花とゆめ19号掲載）
- Say! Say! Say!（1992年花とゆめ2 - 5号掲載）
- 鬼棲む町（1989年花とゆめFRESH増刊掲載）

### ラスト・ギャンブル
コミックス4巻目。2021年2月17日配信。電子書籍版（白泉社e-net!ほか）。
- OH! BROTHER（1993年花とゆめPLANET増刊7月号掲載）[1]
- TABOO（1992年花とゆめ9号掲載）
- ラスト・ギャンブル（1992年花とゆめ14号掲載）
- Get Me to the Studio on Time ～時間通りにスタジオへ～（描き下ろしおまけマンガ）

## 主な登場人物

### KTUN局員
ドナルド・ウォーカー
本作品の主人公。
10月7日生まれ。血液型B型。身長167cm。24歳。
深夜番組『A.M.マガジン』を展開するKTUN局の最年少DJ。
童顔で、作中では度々10代に間違えられる。
気が付くとトラブルの渦中にいる、明るくしゃべり好きの好青年。
そのマシンガン・トークっぷりから、しゃべる怪物「モンスターD・J」の異名を取っている。
テーマパークとのコラボレーション、アニメの吹き替え等外部での仕事も多いため、局の人間には「出稼ぎD・J」とも呼ばれている。
局での始末書制作総数はエリオットに次いで2位。
フレッド・クリンガー
9月2日生まれ。血液型A型。身長175cm。24歳。
A.M.マガジンの番組プロデューサー。
自らの役職について「悪く言えばD・Jのマネージャー、子守役」と話している。
トラブルメーカーの相方・ドナルドは頭痛の種で、彼が不在の日はあからさまに機嫌の良い姿を見せる。
父親は医者、母親は看護師。ミディアム、レアという2人の妹がおり、長男らしく面倒見が良い。
元々はアンカーマン（キャスター）に憧れ、テレビ局の就職試験を受けていたが、裏方向きである己の適正を見極められず失敗に終わった。
「憧れのアメリカンD・J」以降、親日家としての一面も持つ。
エリオット・カイザー
6月6日生まれ。血液型AB型。身長188cm。27歳。
持ち番組は『NUT TO YOU!』。
低俗番組として州のワースト3番組に数えられる一方、若者を中心に人気があり、聴取率もいい。
元は厳格な家庭で育てられた紳士だったが、大学時代に一目惚れした女性から「ダイヤよりやわらかい人間になったらつきあってあげてもいい」と言われ道を踏み外した結果、「ルールは破るためにある」と豪語する立派な問題児へと成長する。
ドナルドを大きく引き離し、始末書制作総数1位。
ジェイソン・リード
4月25日生まれ。血液型O型。身長182cm。
KTUN局の看板DJで、彼の番組『Mr.DJ's Show』はネット数もかなり多い。
シフト時間外は空いていることが多いため、当初、ドナルドには雑用係と思われていた。
通称の「Mr.D・J」は、かつて彼の父代わりであった青年・ロバートがつとめた覆面DJの名を継いだもので、ジェイソンは言わば二代目の「Mr.D・J」である。
ホーナディ神父
毎週日曜10時から12時までキリストの教えを説いている。70歳。
〝神父〟として、いつでもどこでも誰にでも親身に説教をする年配の紳士。
「KTUNの父」「KTUNの最年長D・J」として、局員達から敬われている。
ブギーマン
KTUN局局長。利を重んじ、聴取率が良ければエリオットの規則違反も始末書で目を瞑る寛大な人物。
若い頃は歌手を志し、自主制作でレコードも出したが自身が音痴であることに気付き断念。父親の企業を継いでKTUN局を興した。

### その他
ロッキー・チャック
古レコード屋「Rocky☆」の店主。
KTUN局は得意先の一つ。店の方はさほど繁盛していないようである。
一時期、ドナルドをバイトとして雇っていた。
アマンダ
母と二人でレストラン「ラッキー・7」を営む少女。人一倍しっかり者の19歳。
ドナルドのリスナー第一号であり、その〝賞品〟に彼を得意客として獲得した。
シリーズ終盤ではドナルドに対して好意を持っているような描写が見られる。